# Norges fodboldlandshold
Norges fodboldlandshold (norsk: Norges herrelandslag i fotball) er det nationale fodboldhold i Norge, og landsholdet bliver administreret af Norges Fotballforbund. Holdet har deltaget tre gange ved VM (1938, 1994 og 1998) og én gang ved EM (EM i 2000). Hjemmebanen er Ullevaal Stadion i Oslo.

## Historie

### -1994
Norge spillede sin første landskamp den 12. august 1908, hvor man i Göteborg blev besejret med hele 11-3 af Sverige. Allerede seks år før dette var Norges fodboldforbund blevet dannet. 
Allerede få år efter landsholdets etablering var Norge med ved en stor turnering, da man deltog ved OL i 1912. Her blev det dog ikke til nogen sejre. Bedre gik det nordmændene da de otte år senere deltog ved OL i Antwerpen. Efter i åbningskampen at have besejret selveste Storbritannien med 3-1 måtte man i kvartfinalen se sig besejret af Tjekkoslovakiet.
1930'erne blev et succesfuldt årti for Norge, da holdet ved OL i 1936 i Berlin opnåede sin til dags dato bedste placering nogensinde, da man vandt bronze efter blandt andet at have besejret værtsnationen Tyskland undervejs. I semifinalen tabte holdet til de senere vindere Italien, mens man i bronzekampen vandt 3-2 over Polen. To år senere kvalificerede holdet sig desuden for første gang  til VM, da man var med ved VM i Frankrig. Her blev det dog kun til en enkelt kamp, et nederlag mod Italien, i den rene knockout-turnering. Efter de positive resultater i 1930'erne skulle der gå adskillige årtier, inden nordmændene igen opnåede international succes, på trods af en deltagelse ved både OL i 1952 i Helsingfors og OL i 1984 i Los Angeles. 

### 1994-2000
Frem til starten af 1990'erne var Norge en decideret prügelknabe i europæisk fodboldsammenhæng, og var ikke tæt på kvalifikation til nogen turneringer. Dette ændrede sig dog drastisk, da man i 1990 ansatte den karismatiske Egil "Drillo" Olsen som landstræner. Drillo indførte en skarp defensiv taktik på landsholdet, der efter kort tid gav succes. Holdet kvalificerede sig sensationelt til VM i 1994 i USA på bekostning af England. Ved slutrunden fik nordmændene en fantastisk start, da man i åbningskampen besejrede Mexico 1-0 på et mål af Kjetil Rekdal. De følgende kampe endte med et 0-1 nederlag til Italien og et 0-0 opgør mod Irland, og puljen endte med det utrolige resultat, at alle fire hold havde fire point og en neutral målscore. Da nordmændene med kun ét scoret mål havde den dårligste målscore, røg holdet ud af turneringen med den smallest mulige margin.
Nordmændene fik ikke kvalificeret sig til EM i 1996, men ved VM i 1998 i Frankrig var Drillos hold igen med ved en stor turnering. Her kom holdet i pulje med Marokko, Skotland og Brasilien, og efter to uafgjorte kampe var holdet tvunget til at besejre Brasilien i den sidste kamp for at gå videre. Nordmændene vandt sensationelt opgøret 2-1, efter endda at have været bagud, med sejrsmålet scoret på straffespark i de allersidste minutter af Kjetil Rekdal. Sejren regnes som en af de allerstørste i norsk fodboldhistorie. I 1/8-finalen var Norges modstander den onde ånd Italien, der vandt 1-0, og sendte nordmændene hjem.
Drillo trådte tilbage som landstræner efter 1998-successen, og blev efterfulgt af Nils Johan Semb. Under dennes ledelse kvalificerede nordmændende sig til sin første EM-slutrunde nogensinde, EM i 2000 i Belgien og Holland. Her sluttede holdet med fire point i en gruppe med Spanien, Jugoslavien og Slovenien, hvilket dog ikke var nok til avancement.

### 2000-
EM i 2000 er Norges sidste deltagelse i en slutrunde, på trods af, at man op gennem 2000'erne flere gange var meget tæt på igen at komme med til en turnering. Holdet var efter en dramatisk kvalifikation til EM i 2004, hvor man blandt andet var i pulje med Danmark, i playoff-kampe. Her var modstanderen Spanien, der dog vandt begge kampene. Også ved kvalifikationen til VM i 2006 var nordmændene i playoff, men tabte her til Tjekkiet. Kvalifikationen til VM i 2010 bød på nok en 2. plads, men denne rakte heller ikke til kvalifikation, da holdet var den dårligste toer i de ni kvalifikationspuljer.

## Turneringsoversigt

### Europamesterskaberne
| År   | Værtsland         | Norges placering  |
| ---- | ----------------- | ----------------- |
| 1960 | Frankrig          | Ikke kvalificeret |
| 1964 | Spanien           | Ikke kvalificeret |
| 1968 | Italien           | Ikke kvalificeret |
| 1972 | Belgien           | Ikke kvalificeret |
| 1976 | Jugoslavien       | Ikke kvalificeret |
| 1980 | Italien           | Ikke kvalificeret |
| 1984 | Frankrig          | Ikke kvalificeret |
| 1988 | Vesttyskland      | Ikke kvalificeret |
| 1992 | Sverige           | Ikke kvalificeret |
| 1996 | England           | Ikke kvalificeret |
| 2000 | Belgien & Holland | Indledende runde  |
| 2004 | Portugal          | Ikke kvalificeret |
| 2008 | Østrig & Schweiz  | Ikke kvalificeret |
| 2012 | Polen & Ukraine   | Ikke kvalificeret |
| 2016 | Frankrig          | Ikke kvalificeret |
| 2020 | Europa            | Ikke kvalificeret |
| 2024 | Tyskland          | Ikke kvalificeret |

### Verdensmesterskaberne
| År   | Værtsland        | Norges placering  |
| ---- | ---------------- | ----------------- |
| 1930 | Uruguay          | Deltog ikke       |
| 1934 | Italien          | Deltog ikke       |
| 1938 | Frankrig         | Indledende runde  |
| 1950 | Brasilien        | Ikke kvalificeret |
| 1954 | Schweiz          | Ikke kvalificeret |
| 1958 | Sverige          | Ikke kvalificeret |
| 1962 | Chile            | Ikke kvalificeret |
| 1966 | England          | Ikke kvalificeret |
| 1970 | Mexico           | Ikke kvalificeret |
| 1974 | Vesttyskland     | Ikke kvalificeret |
| 1978 | Argentina        | Ikke kvalificeret |
| 1982 | Spanien          | Ikke kvalificeret |
| 1986 | Mexico           | Ikke kvalificeret |
| 1990 | Italien          | Ikke kvalificeret |
| 1994 | USA              | Indledende runde  |
| 1998 | Frankrig         | 1/8-finale        |
| 2002 | Sydkorea & Japan | Ikke kvalificeret |
| 2006 | Tyskland         | Ikke kvalificeret |
| 2010 | Sydafrika        | Ikke kvalificeret |
| 2014 | Brasilien        | Ikke kvalificeret |
| 2018 | Rusland          | Ikke kvalificeret |
| 2022 | Qatar            | Ikke kvalificeret |

### Olympiske lege
| År   | Værtsby                   | Norges placering       |
| ---- | ------------------------- | ---------------------- |
| 1896 | Athen, Grækenland         | Var ikke på programmet |
| 1900 | St. Louis, USA            | Ikke kvalificeret      |
| 1904 | Paris, Frankrig           | Ikke kvalificeret      |
| 1906 | Athen, Grækenland         | Ikke kvalificeret      |
| 1908 | London, Storbritannien    | Ikke kvalificeret      |
| 1912 | Stockholm, Sverige        | Kvartfinale            |
| 1920 | Antwerpen, Belgien        | Kvartfinale            |
| 1924 | Paris, Frankrig           | Ikke kvalificeret      |
| 1928 | Amsterdam, Holland        | Ikke kvalificeret      |
| 1932 | Los Angeles, USA          | Var ikke på programmet |
| 1936 | Berlin, Tyskland          | Bronze                 |
| 1948 | London, Storbritannien    | Ikke kvalificeret      |
| 1952 | Helsinki, Finland         | Indledende runde       |
| 1956 | Melbourne, Australien     | Ikke kvalificeret      |
| 1960 | Rom, Italien              | Ikke kvalificeret      |
| 1964 | Tokyo, Japan              | Ikke kvalificeret      |
| 1968 | Mexico City, Mexico       | Ikke kvalificeret      |
| 1972 | München, Vesttyskland     | Ikke kvalificeret      |
| 1976 | Montreal, Canada          | Ikke kvalificeret      |
| 1980 | Moskva, Sovjetunionen     | Ikke kvalificeret      |
| 1984 | Los Angeles, USA          | Indledende runde       |
| 1988 | Seoul, Sydkorea           | Ikke kvalificeret      |
| 1992 | Barcelona, Spanien        | Ikke kvalificeret      |
| 1996 | Atlanta, USA              | Ikke kvalificeret      |
| 2000 | Sydney, Australien        | Ikke kvalificeret      |
| 2004 | Athen, Grækenland         | Ikke kvalificeret      |
| 2008 | Beijing, Kina             | Ikke kvalificeret      |
| 2012 | London, Storbritannien    | Ikke kvalificeret      |
| 2016 | Rio de Janeiro, Brasilien | Ikke kvalificeret      |

### FIFA Confederations Cup
| År   | Værtsland        | Norges placering  |
| ---- | ---------------- | ----------------- |
| 1992 | Saudi-Arabien    | Ikke kvalificeret |
| 1995 | Saudi-Arabien    | Ikke kvalificeret |
| 1997 | Saudi-Arabien    | Ikke kvalificeret |
| 1999 | Mexico           | Ikke kvalificeret |
| 2001 | Sydkorea & Japan | Ikke kvalificeret |
| 2003 | Frankrig         | Ikke kvalificeret |
| 2005 | Tyskland         | Ikke kvalificeret |
| 2009 | Sydafrika        | Ikke kvalificeret |

## Aktuel trup
Følgende spillere er blevet udtaget til venskabskampene imod Tjekkiet og Slovakiet den 22. og 26. marts 2024.
Antal kampe og mål er korrekt pr. 16. november 2023 efter kampen mod Færøerne.